# Bucht (Tauwerk)
Die Bucht ist eine Grundform in der Knotenkunde und bezeichnet 
- irgend einen zentralen Teil eines Tauwerks, als Unterschied zu seinem Ende oder seiner stehenden Part
- einen Bogen oder Kurve in einem Seil

## Bedeutung
Laut Clifford W. Ashley hat eine Bucht in der Knotenkunde zwei Bedeutungen. Zum einen wird als Bucht der Mittelteil eines Seiles zwischen der losen Part und der stehenden Part bezeichnet.
Zum anderen beschreibt eine Bucht eine Kurve oder Bogen in einem Seil. Sind die Beine einer Bucht geschlossen, aber ohne sich zu überkreuzen, so spricht man von einer „geschlossenen“ Bucht, andernfalls handelt es sich um eine „offene“ Bucht.

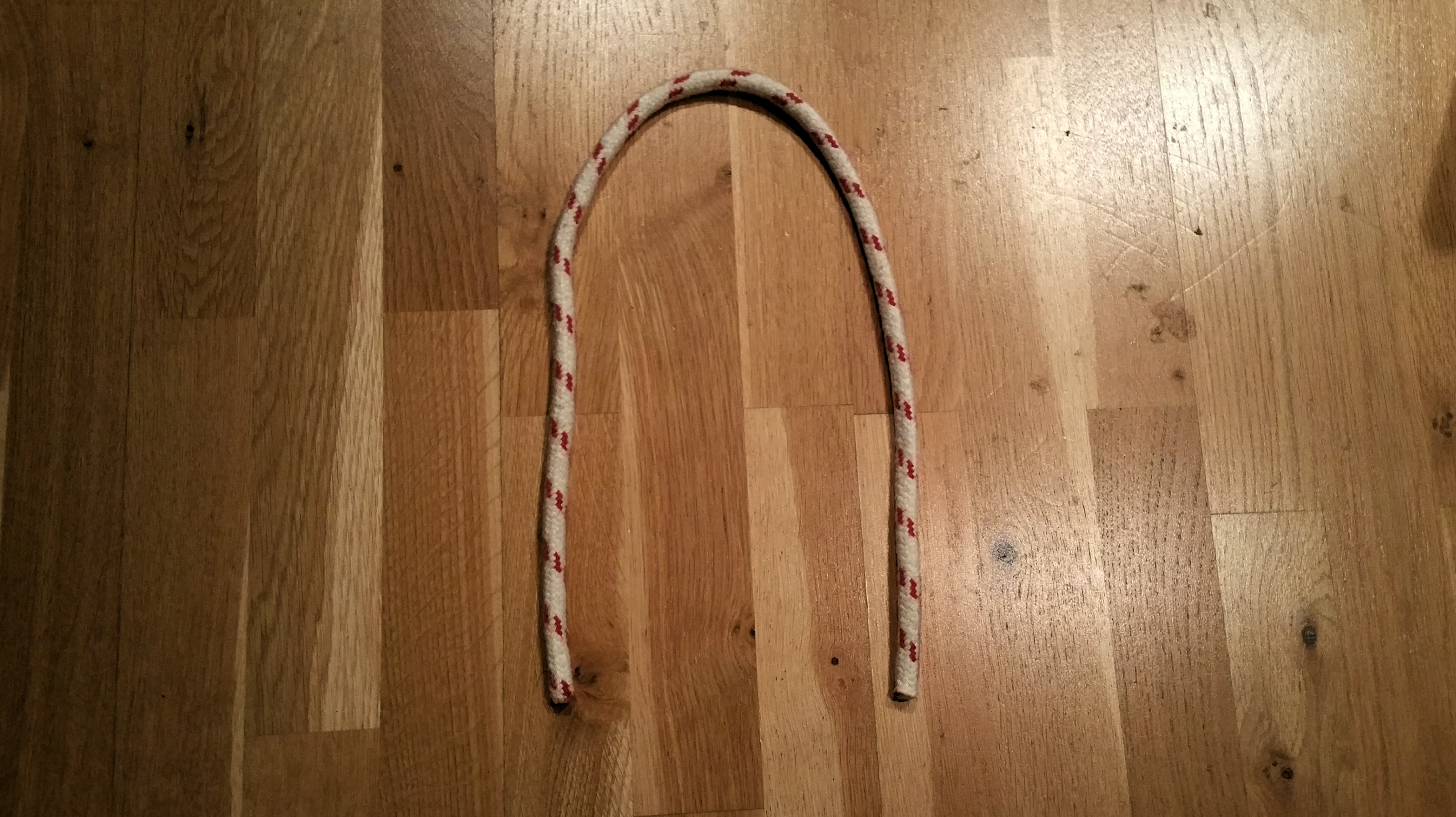
Offene Bucht
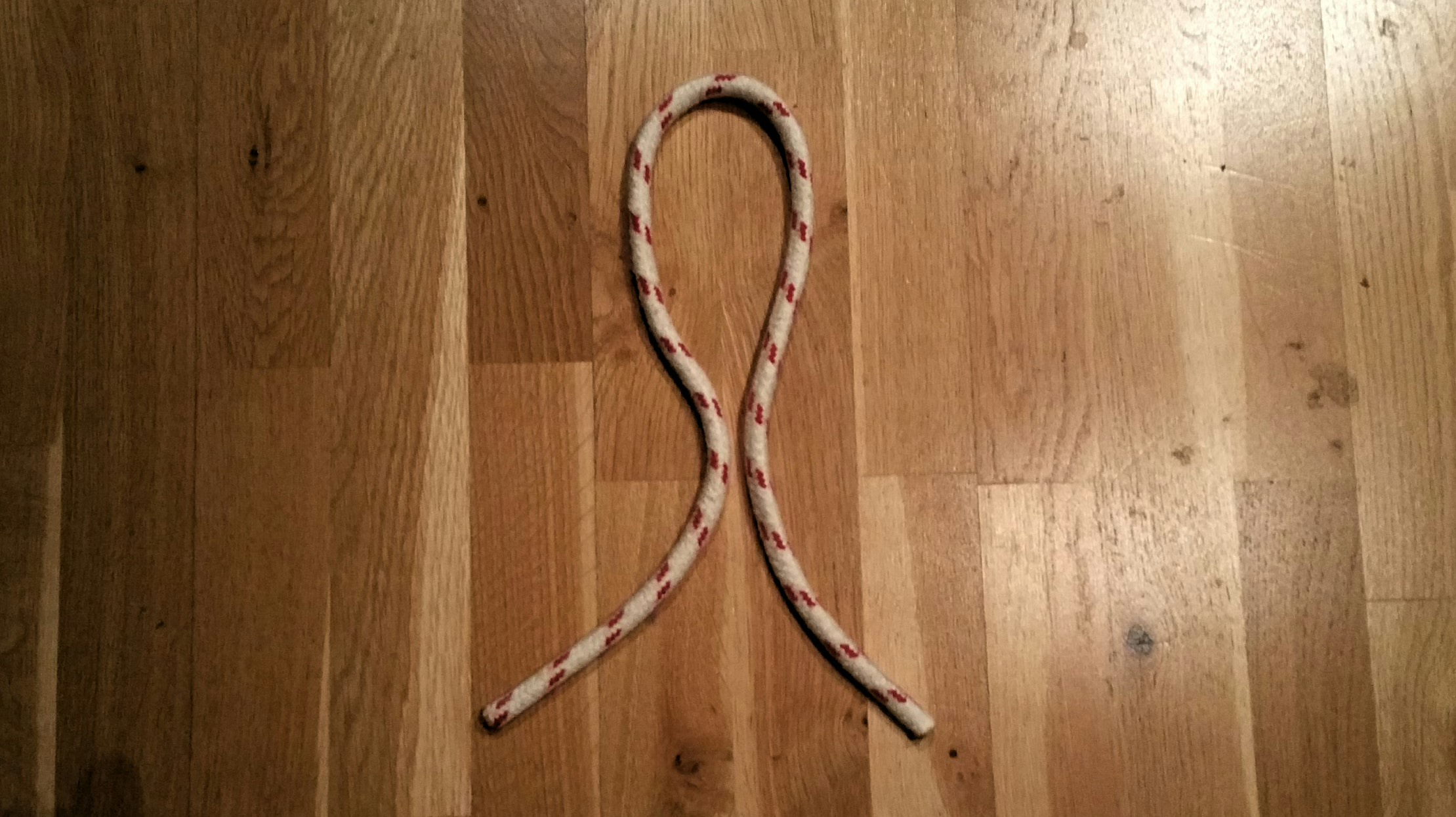
Geschlossene Bucht

Im Englischen unterscheidet man zwischen einer flachen Bucht, genannt bight, die nicht enger ist als ein Halbkreis, und einer engen Bucht, genannt loop

## Abgrenzung
Kreuzen sich die Beine, so handelt es sich um ein Auge beziehungsweise einen Törn, wenn sich ein Auge um einen Gegenstand wickelt.

## Anwendung
Die Bucht ist eine Grundform und somit Bestandteil vieler Knoten.
Viele Knoten können anstelle mit einem Einzelstrang auch mit der Bucht gelegt werden, und es entsteht eine Schlaufe.